# Голодным и злым
«Голодным и злым» — шестой студийный альбом группы «Операция Пластилин» изданный лейблом Soyuz Music 14 февраля 2018 года.

## Информация об альбоме
Выпуск альбома был запланирован на 20 февраля 2018 года, но состоялся 14 февраля 2018 года. Преждевременный релиз альбома связан с тем что «Голодным и злым» был готов ранее намеченной даты дедлайна. По этой причине было решено выложить альбом раньше положенного срока. Альбом создавался от начала и до конца в определённый период, песни к альбому писались полностью в процессе исключив возможность использовать ранее записанный материал до лета 2017 года. В интервью фронтмен группы Царёв признался, что не хотел записывать и выпускать старый материал выдав его за новый. Поэтому была поставлена задача затеять интригу с альбомом решив ввести слушателей в заблуждение. Выпустив несколько старых песен синглами чтобы создать искажённое представление у слушателей будто бы «Голодным и злым» будет состоять из выпущенных синглов в ответ на обвинения в коммерческом производстве творчества.
Мы специально затеяли игру с большим количеством синглов, чтобы все подумали, что из них и будет состоять альбом, и появилась интрига. Поэтому очень смешно было читать пару недалеких Людей, которые посчитали, что группа имеет корыстный расчет и штампует песни. Нет, до корысти тут крайне далеко (отбить бы затраты), а штампы вообще мимо, потому что я как раз до сих пор один из тех голодных и злых мечтателей, кто хочет изменить мир и ставит это во главу творческого угла. — Анатолий Царёв
Название заглавного трека было позаимствовано из комментария недовольного слушателя с просьбой написать «попроще и покороче». В песне «Попроще и покороче» есть строчка «Seems like we’ll never die» которая прямо отсылает к композиции «Thelma and Louise» группы HorrorPops. В тексте «Попроще и покороче» во вступлении есть строка «остановите Витю» которая могла бы ложно натолкнуть на аллюзию к песне «Вите надо выйти» украинского музыкального проекта Estradarada. В марте 2018 года интервьюеру портала Underdog Яне Воробьёвой Анатолий опроверг это сходство.
Я сам услышал об этой песне уже после того, как написал свою. Я далёк от всех этих современных молодёжных трендов, они до меня докатываются гораздо позже. Поэтому «Остановите Витю» - это просто прикольная аллитерация. На этом же приёме построены и другие строчки: «Держите Женю», «Ловите Виту» и всё такое. Я сначала написал песню, а потом мне сказал наш директор, что, мол, есть такой трек. — Анатолий Царёв
В песне «Все мечты наши сбудутся этим летом» присутствует прямое упоминание повести «Жёлтая стрела» писателя Виктора Пелевина. Композиция «Джесси и Джейн» написана по мотивам сериала «Во все тяжкие» с адаптацией под российские реалии. Припев песни «Вселенная прощается с нами» был написан под впечатлением финальной сцены фильма «Изгой-один. Звёздные войны: Истории» для куплетов был взят черновой вариант стихотворения Анатолия Царёва. В композиции «Голосами» есть аллюзия к истории суицида подростков произошедшей 14 ноября 2016 года. Двое подростков сбежавшие из Пскова в посёлок Струги Красные забаррикадировавшись внутри дома начали обстрел полицейских штурмовавших их ведя прямую трансляцию в Periscope. В тексте также присутствует строка отсылающая к репортажу про пожилую женщину с онкологией которая тоже произвела сильное впечатление на автора. В альбоме «Голодным и злым» есть кавер-версия на песню «Ходить по небу» на которую «Операция Пластилин» выкупила авторские права у казанской группы Дом Кукол. В конце лета 2018 года был представлен сингл одновременно с видеоклипом на песню «Все мечты наши сбудутся этим летом». Акустическая вариация, песни попала в ротацию Наше радио. В создании обложки поучаствовал директор группы Евгений Соловьёв. Презентация альбома прошла в Москве 25 марта в клубе ГлавClub Green Concert.

## Критика
У меня нет уверенности, что «Операция Пластилин» так уж хочет в мейнстрим и на стадионы. Например, песня «Все мечты наши сбудутся этим летом», припев которой выглядит наиболее привлекательным для радиформата, едва ли не единственная на диске содержит матерное слово. Надо сказать, весьма уместное, но, увы, неприемлемое для эфира (хотя и легко заменимое на менее яркое слово при необходимости).
Если даже в самой «попсовой» песне альбома «Операция Пластилин» проявляет бескомпромиссность, то в остальных вещах они тем более не оглядываются на формат. Проблема в том, что они не слишком заботятся и о том, кто их вообще будет слушать. Диск получился довольно сложным для восприятия, подпевания, сопереживания и т. п. Так, в песне «Попроще и покороче», название которой звучит как хлёсткий девиз, самым интересным оказывается заголовок. «Сорваться с поводка» названию соответствует, но по сути является очередным не слишком оригинальным «альтернативным» гимном «голодным и злым». В «Джесси и Джейн» «Операция» не сумела придумать припев под стать нервным зажигательным куплетам. И в остальных песнях встречаются оригинальные идеи и интересные подходы, но умения заострить, сосредоточить на них внимание публике группы не хватило.
— Алексей Мажаев, InterMedia

## Список композиций
Все тексты написаны Анатолием Царёвым, вся музыка написана группой «Операция Пластилин» кроме «Ходить по небу» написана группой Дом Кукол.
| №                   | Название                             | Длительность |
| ------------------- | ------------------------------------ | ------------ |
| 1.                  | «Попроще и покороче»                 | 3:42         |
| 2.                  | «Все мечты наши сбудутся этим летом» | 5:17         |
| 3.                  | «Сорваться с поводка»                | 4:18         |
| 4.                  | «Джесси и Джейн»                     | 4:17         |
| 5.                  | «Пёс»                                | 4:10         |
| 6.                  | «Новая волна»                        | 3:09         |
| 7.                  | «Вселенная прощается с нами»         | 3:54         |
| 8.                  | «Радуга в стране слепых»             | 3:58         |
| 9.                  | «Голосами»                           | 4:44         |
| 10.                 | «Хиросима»                           | 4:23         |
| 11.                 | «Мама (Эйфория кризисных состояний)» | 3:25         |
| 12.                 | «Ходить по небу»                     | 5:37         |
| Общая длительность: | Общая длительность:                  | 50:54        |

## Участники записи
| Операция Пластилин - Анатолий Царёв — вокал, гитары, клавишные, синтезаторы. - Екатерина Цион-Княжева — скрипка, вокал. - Иван Клюшин — гитары, бэк-вокал. - Михаил Бушуев — бас-гитара, бэк-вокал. - Сергей Зимарин — ударные, семплы. | Технический персонал - Андрей Зарков — звукорежиссёр-техник. - Сергей Горев — звукорежиссёр, синтезаторы. - Дмитрий Корякин — запись. - Алексей Мерганов — сведение, мастеринг. - Алексей Можжерин — дизайн-оформление. - Евгений Соловьёв — концепт оформления. |